# Lysiteles linzhiensis
Lysiteles linzhiensis es una especie de araña cangrejo del género Lysiteles, familia Thomisidae, orden Araneae.

## Distribución
Esta especie se encuentra en China.

## Taxonomía
Fue descrita científicamente por Hu en 2001.
Tratamiento taxonómico
La especie aparece registrada y publicada en Spiders in Qinghai-Tibet Plateau of China. Henan Science and Technology Publishing House 658 pp.